# LendingTree Bowl
Der LendingTree Bowl (ehemals Mobile Alabama Bowl, GMAC Bowl, GoDaddy Bowl, GoDaddy.com Bowl und Dollar General Bowl) ist ein jährliches Spiel im College der National Collegiate Athletic Association (NCAA). Es wird im Ladd-Peebles Stadium in Mobile, Alabama ausgetragen. Beteiligt sind je ein Team der Sun Belt Conference und der Mid-American Conference.

## Geschichte
Gegründet wurde das Post-Season-Spiel 1999 als Mobile Alabama Bowl. 2001 übernahm GMAC die Namensrechte, woraufhin das Spiel für zehn Jahre GMAC Bowl hieß, ehe 2011 GoDaddy die Rechte erwarb. Am 17. August 2016 wurde bekannt gegeben, dass Dollar General die Namensrechte erworben hatte und das Spiel deshalb in Dollar General Bowl umbenannt wurde.

## Bisherige Spiele
| Titel               | Datum             | Sieger            | Sieger | Verlierer        | Verlierer | MVP                 | MVP         |
| Titel               | Datum             | Sieger            | Sieger | Verlierer        | Verlierer | Name                | Position    |
| ------------------- | ----------------- | ----------------- | ------ | ---------------- | --------- | ------------------- | ----------- |
| Mobile Alabama Bowl | 22. Dezember 1999 | TCU               | 28     | East Carolina    | 14        | Casey Printers      | Quarterback |
| Mobile Alabama Bowl | 20. Dezember 2000 | Southern Miss     | 28     | TCU              | 21        | LaDainian Tomlinson | Runningback |
| GMAC Bowl           | 19. Dezember 2001 | Marshall          | 64     | East Carolina    | 61 (2 OT) | Byron Leftwich      | Quarterback |
| GMAC Bowl           | 18. Dezember 2002 | Marshall          | 38     | Louisville       | 15        | Byron Leftwich      | Quarterback |
| GMAC Bowl           | 18. Dezember 2003 | Miami (Ohio)      | 49     | Louisville       | 28        | Ben Roethlisberger  | Quarterback |
| GMAC Bowl           | 22. Dezember 2004 | Bowling Green     | 52     | Memphis          | 35        | Omar Jacobs         | Quarterback |
| GMAC Bowl           | 21. Dezember 2005 | Toledo            | 45     | UTEP             | 13        | Bruce Gradkowski    | Quarterback |
| GMAC Bowl           | 7. Januar 2007    | Southern Miss     | 28     | Ohio             | 7         | Damion Fletcher     | Runningback |
| GMAC Bowl           | 6. Januar 2008    | Tulsa             | 63     | Bowling Green    | 7         | Paul Smith          | Quarterback |
| GMAC Bowl           | 6. Januar 2009    | Tulsa             | 45     | Ball State       | 13        | Tarrion Adams       | Runningback |
| GMAC Bowl           | 6. Januar 2010    | Central Michigan  | 44     | Troy             | 41 (2 OT) | Dan LeFevour        | Quarterback |
| GoDaddy.com Bowl    | 6. Januar 2011    | Miami (OH)        | 35     | Middle Tennessee | 21        | Austin Boucher      | Quarterback |
| GoDaddy.com Bowl    | 8. Januar 2012    | Northern Illinois | 38     | Arkansas State   | 20        | Chandler Harnish    | Quarterback |
| GoDaddy.com Bowl    | 6. Januar 2013    | Arkansas State    | 17     | Kent State       | 13        | Ryan Aplin          | Quarterback |
| GoDaddy Bowl        | 5. Januar 2014    | Arkansas State    | 23     | Ball State       | 20        | Fredi Knighten      | Quarterback |
| GoDaddy Bowl        | 4. Januar 2015    | Toledo            | 63     | Arkansas State   | 44        | Kareem Hunt         | Runningback |
| GoDaddy Bowl        | 23. Dezember 2015 | Georgia Southern  | 58     | Bowling Green    | 27        | Favian Upshaw       | Quarterback |
| Dollar General Bowl | 23. Dezember 2016 | Troy              | 28     | Ohio             | 23        | Justin Lucas        | Linebacker  |
| Dollar General Bowl | 23. Dezember 2017 | Appalachian State | 34     | Toledo           | 0         | Jalin Moore         | Runningback |
| Dollar General Bowl | 22. Dezember 2018 | Troy              | 42     | Buffalo          | 32        | Sawyer Smith        | Quarterback |
| LendingTree Bowl    | 6. Januar 2020    | Louisiana         | 27     | Miami (Ohio)     | 17        | Levi Lewis          | Quarterback |

## Teilnahmen
| #  |                   | Anzahl | Bilanz |
| -- | ----------------- | ------ | ------ |
| 1  | Arkansas State    | 4      | 2–2    |
| 2  | Miami (OH)        | 3      | 2–1    |
| 2  | Toledo            | 3      | 2–1    |
| 2  | Troy              | 3      | 2–1    |
| 2  | Bowling Green     | 3      | 1–2    |
| 3  | Marshall          | 2      | 2–0    |
| 3  | Southern Miss     | 2      | 2–0    |
| 3  | Tulsa             | 2      | 2–0    |
| 3  | TCU               | 2      | 1–1    |
| 3  | East Carolina     | 2      | 0–2    |
| 3  | Louisville        | 2      | 0–2    |
| 3  | Ball State        | 2      | 0–2    |
| 3  | Ohio              | 2      | 0–2    |
| 12 | Central Michigan  | 1      | 1–0    |
| 12 | Appalachian State | 1      | 1-0    |
| 12 | Georgia Southern  | 1      | 1–0    |
| 12 | Louisiana         | 1      | 1–0    |
| 12 | Northern Illinois | 1      | 1–0    |
| 12 | Memphis           | 1      | 0–1    |
| 12 | Middle Tennessee  | 1      | 0–1    |
| 12 | UTEP              | 1      | 0–1    |
| 12 | Kent State        | 1      | 0–1    |
| 12 | Buffalo           | 1      | 0–1    |